# Arthur de Beughem de Houtem
Arthur de Beughem de Houtem, né à Bruxelles le 30 juin 1829 et mort à Bruxelles le 11 mars 1889, est un homme politique belge.

## Fonctions et mandats
- Membre du Sénat belge : 1886-1889

## Sources
- Oscar COOMANS DE BRACHÈNE, État présent de la noblesse belge, Annuaire 1984, Brussel, 1984
- Jean-Luc DE PAEPE en Christiane RAINDORF-GERARD, Le Parlement belge, 1831-1894. Données biographiques, Bruxelles, Académie royale des sciences, des lettres et des beaux-arts de Belgique, 1996.